# BullionVault
BullionVault – internetowa platforma wymiany złota  i srebra inwestycyjnego oraz dostawca usługi fizycznego przechowywania kruszców w wyspecjalizowanych skarbcach, założona w 2005 roku, z siedzibą w Londynie.

## Historia
Serwis BullionVault założony został przez Paula Tustaina w roku 2005. Stanowi jedyne operacyjne przedsięwzięcie Galmarley Ltd. Od roku 2008 firma jest pełnoprawnym członkiem London Bullion Market Association. 17 czerwca 2010 World Gold Council i Augmentum Capital nabyły pakiety po 11,4% udziałów w BullionVault, inwestując sumę 12,5 mln £.
W 2009 serwis BullionVault znalazł się wśród laureatów Nagrody Królowej dla Przedsiębiorstw w kategorii „innowacje”. W 2012 trafił na listę Sunday Times Top Track 250, na którą trafiają średnie przedsiębiorstwa z Wielkiej Brytanii na podstawie ich obrotów w roku poprzedzającym. W 2013 uzyskał kolejną Nagrodę Królowej, tym razem w kategorii „handel międzynarodowy”.
W kwietniu 2013 BullionVault przechowywał ponad 33 tony złota (ponad milion uncji) i 380 ton srebra, co oznacza, że BullionVault przechowuje więcej złota, niż znajduje się w rezerwach wielu banków centralnych.

## Zasady funkcjonowania
BullionVault umożliwia swoim użytkownikom kupowanie i sprzedawanie złota i srebra po oferowanych przez nich samych cenach, zapewniając w ten sposób konkurencyjny rynek dostępny 7 dni w tygodniu, 24 godziny na dobę. Od marca 2013 istnieje także możliwość składania zleceń kupna lub sprzedaży po oficjalnej cenie dnia (tzw. popołudniowej cenie London Fix). Złoto i srebro przechowywane są w postaci alokowanej w wyspecjalizowanych skarbcach w Zurychu, Londynie, Nowym Jorku i Singapurze, prowadzonych przez szwajcarską firmę Via Mat International oraz The Brink’s Company.
By uniknąć wykorzystywania platformy do prania brudnych pieniędzy, firma weryfikuje tożsamość swoich klientów.
Serwis operuje w kilku językach, od 2009 także po polsku.